# Armillaria gallica
Armillaria gallica é um fungo que pertence ao gênero de cogumelos Armillaria na ordem Agaricales.

## Galeria

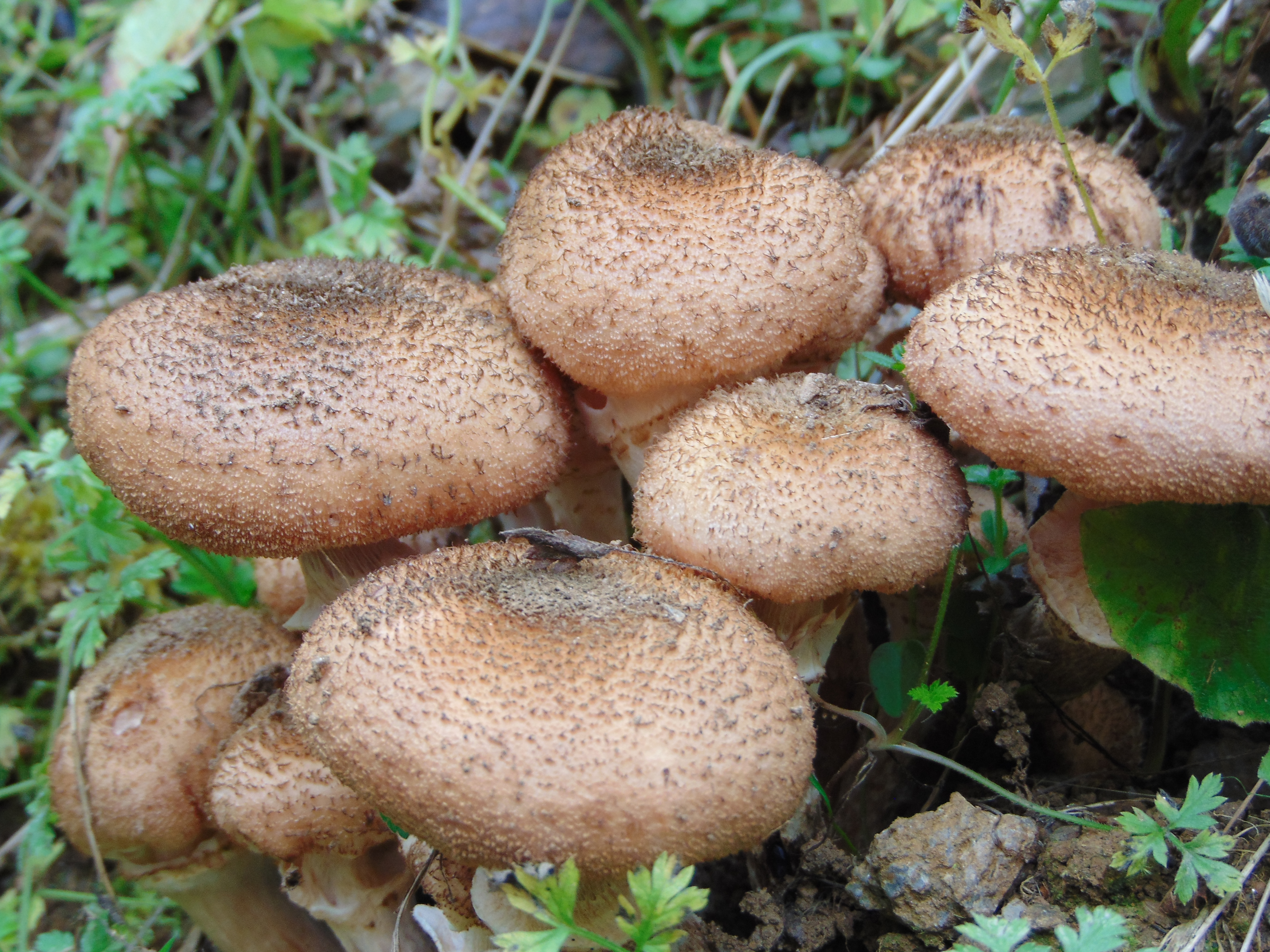
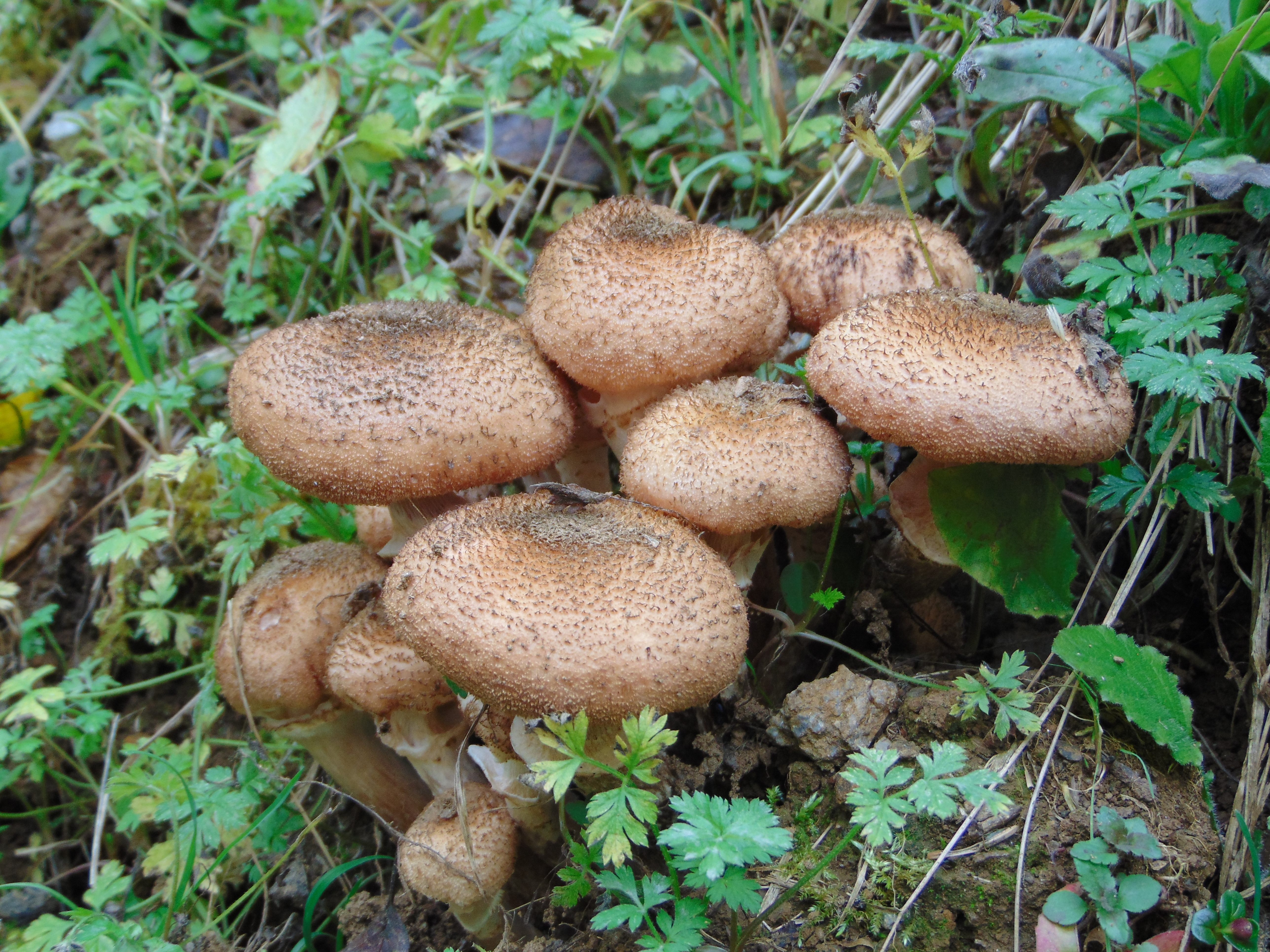
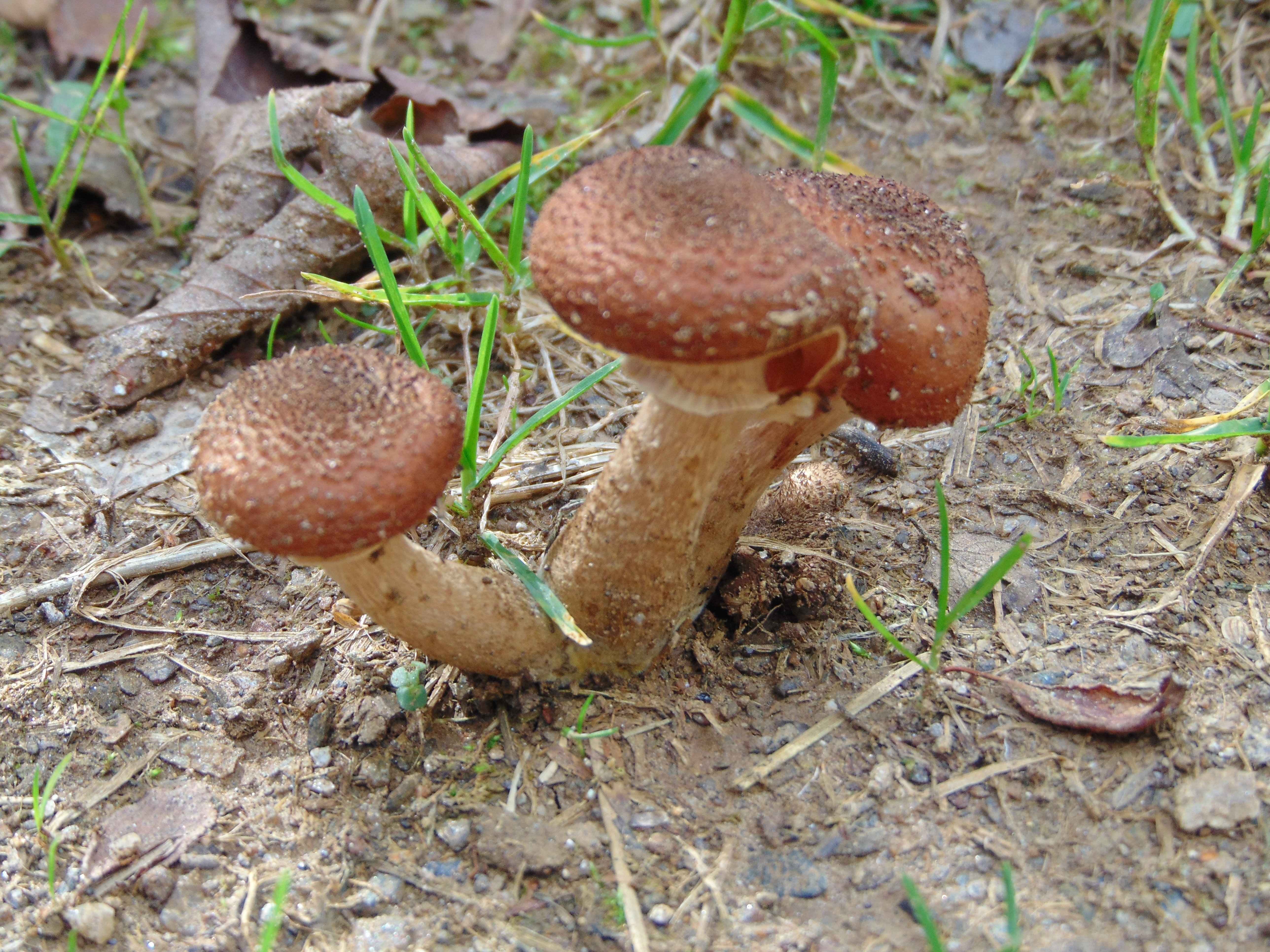
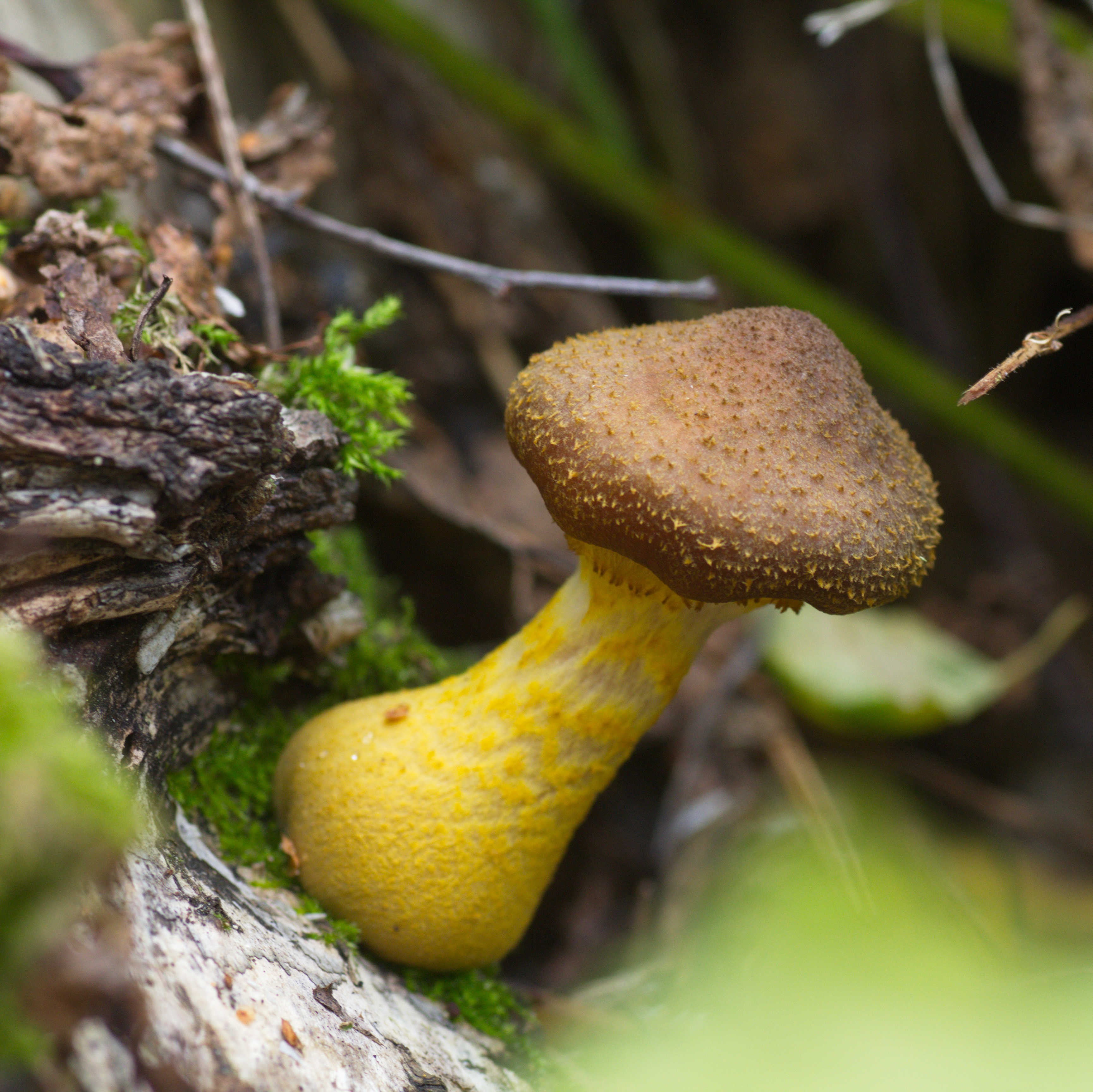
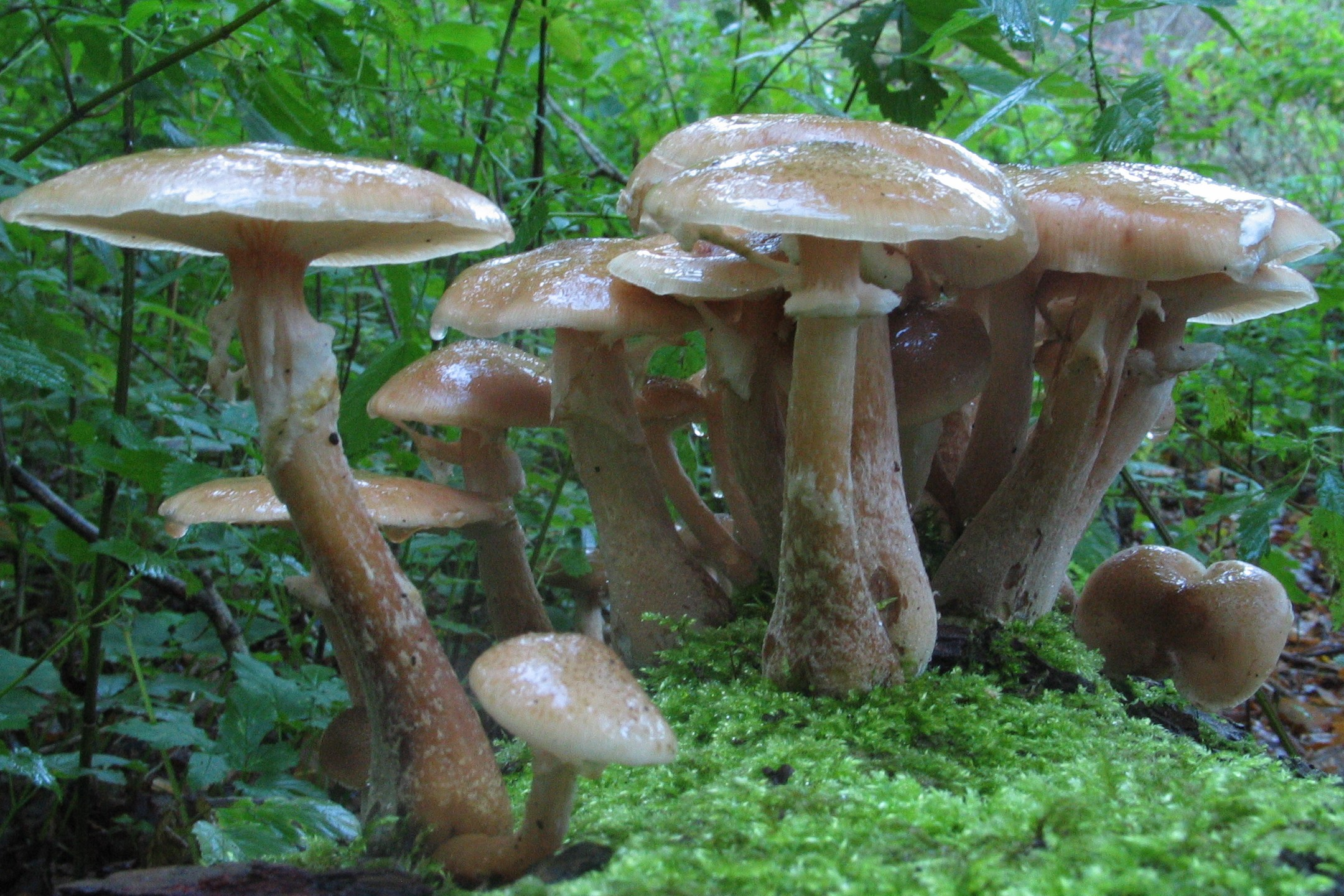
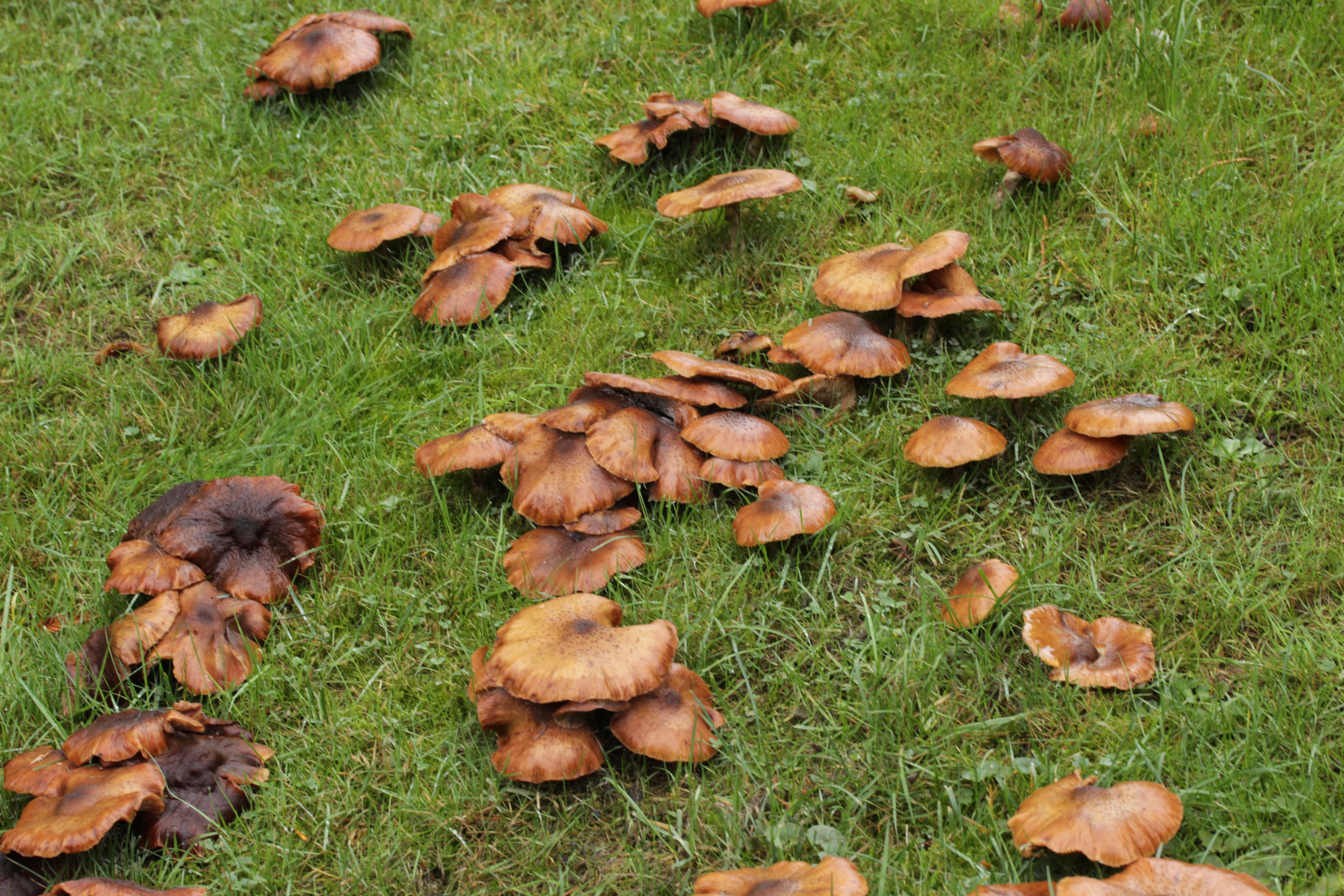